# 策墨林·阿旺札木巴勒楚勒齐木
策墨林·阿旺札木巴勒楚勒齐木（藏語：ངག་དབང་འཇམ་དཔལ་ཚུལ་ཁྲིམས་རྒྱ་མཚོ，威利转写：ngag dbang 'jam dpal tshul khrims rgya mtsho，1792年—1860年6月8日）其名又译阿旺绛贝楚臣嘉措、阿旺降白楚臣等，藏族，甘肃省巩昌府洮州厅卓尼土司辖区（今甘肃省甘南藏族自治州卓尼县城柳林镇附近）人，第二世策墨林活佛。

## 生平
策墨林·阿旺札木巴勒楚勒齐木于清朝乾隆五十七年（1792年）生于卓尼土司辖区。乾隆六十年（1795年）获认定为一世策墨林活佛、摄政、甘丹赤巴阿旺楚臣（1721年－1791年）的转世灵童。嘉庆二年（1797年），在甘肃省卓尼大寺（禅定寺）坐床。嘉庆六年（1801年），“自洮州来藏学经”，在拉萨三大寺之一的色拉寺麦扎仓学习。嘉庆二十四年（1819年）到道光二十四年（1844年），策墨林负责掌办逹賴喇嘛商上事务（摄政），其间曾经兼任第七十三任甘丹赤巴以及十世达赖的正经师，获御赐“噶勒丹锡勒图萨玛第巴克什额尔德尼诺门汗”职衔，并先后获得“衍宗”、“翊教”、“靖远”、“懋功”、“达尔汉”等名号:道光二年(1822)，清帝赐以“额尔德尼诺门汗”及“萨玛第巴克什”(即噶勒丹锡埒图萨玛第巴克什)名号。十四年(1834)，复受清帝封为“翊教衍宗禅师”。十八年(1838)，因在平息博窝(今波密)动乱中“一手督办，毫无贻误”，特在原禅师封号上准加“靖远”二字，以彰其功。二十一年(1841)、二十四年(1844)，又先后参预金瓶掣签验定十世达赖及五世哲布尊丹巴呼图克图的转世灵童。“严遵清制，诸事有成”。
但就在二十四年(1844)，驻藏大臣琦善奏参策墨林索僧俗财物、霸占田地及房产等事。道光二十四年六月初七（1844年7月21日），清廷传旨将策墨林革职拿问。道光二十四年十一月二十九日（1845年1月7日），琦善等人在对其审问之后，“将其屡得职衔、名号全行褫革，徒众尽行撤出庙内，赀财查封。”道光二十五年四月十二日丙午（1845年5月17日），军机大臣会同理藩院启奏：“臣等公同酌拟，可否将该犯阿旺札木巴勒楚勒齐木发往黑龙江，给披甲为奴之处，伏候圣裁。如蒙俯准，除遵照行知外，将来该犯无论在配、在籍身故，永远不准其再出呼毕勒罕，以为有玷黄教者戒。”得旨“已革诺门罕阿旺札木巴勒楚勒齐木，著发往黑龙江，交该将军严加管束，毋许出外滋事，并不准与外人交接。”而且还将其寺产充公，用来修理西藏寺院、赏给喇嘛及藏族官兵。
道光三十年（1851年），奉旨释回，交原籍地方官严加管束。此后，一直在原籍洮州居住。咸丰十年（1860年），应土尔扈特汗的福晋鄂斯库吉尔噶勒的邀请，并报经清廷批准，阿旺札木巴勒楚勒齐木率门徒23人自甘肃卓尼赴新疆喀喇沙尔，被喀喇沙尔办事大臣兴泰饬赴乌讷恩苏珠克图旧土尔扈特蒙古南部落的札萨克卓哩克图汗旗教授佛经。咸丰十年闰三月，阿旺札木巴勒楚勒齐木抵达札萨克卓哩克图汗旗。不久便因水土不服而生病。
咸丰十年四月十九日（1860年6月8日），阿旺札木巴勒楚勒齐木在札萨克卓哩克图汗旗圆寂，享年69岁（满68岁）。